# Nieves Navarro
Nieves Navarro (n. Almería, 11 de octubre de 1938) es una actriz de cine española. Su nombre completo es Nieves Navarro García, aunque la mayor parte de las veces apareció en los créditos de sus películas como Susan Scott.

## Biografía
Nació en Almería en las postrimerías de la II República Española; después, se trasladó con su familia a Barcelona, de donde era su madre. 
Comenzó como modelo publicitaria y de modas, y se hizo famosa gracias a un anuncio televisivo. A continuación, trabajaría en un programa de Televisión Española.
Sus primeros trabajos en el cine tuvieron lugar en los spaghetti western que se rodaban asiduamente en Almería. Navarro se casó con el productor y director italiano Luciano Ercoli y se instaló en Italia, donde realizó la mayor parte de su carrera; esta derivó hacia el giallo y el cine erótico italiano, géneros en los que destacó como una gran estrella, con grandes éxitos como la saga de Emmanuelle y la película Il Medico ... La Studentessa.
En la década de 1980 intentó volver al cine español con títulos como Dulce piel de mujer (Miele di donna, 1981), junto a Fernando Rey, pero sin el éxito esperado.
Recientemente ha regresado a España, instalándose en Barcelona junto a su marido. Navarro intervino en el programa de Televisión Española Cine de barrio, presentado por José Manuel Parada. Allí coincidió con el cantante Peret -juntos protagonizaron en 1969 la película Amor a todo gas, programada en aquella ocasión- y habló de su trayectoria como modelo y actriz. Con su marido, participó en un homenaje al giallo celebrado en Barcelona.

## Filmografía
- Casa di piacere (1989)
- Fiori di zucca (1989)
- El fascista, doña Pura y el follón de la escultura, de Joaquín Coll Espona (1983).
- Dulce piel de mujer, de Gianfranco Angelucci (1981).
- La enfermera, el marica y el cachondo de Don Pepino (1980).
- Orgasmo negro, de Joe D'Amato (Orgasmo nero, 1980).
- L'infermiera nella corsia dei militari (1979)
- Cugine mie, de Marcello Avallone (1978)
- Emanuelle y Lolita, de Henri Sala (1978)
- Emanuelle y los últimos caníbales, de Joe D'Amato (1977).
- La Bidonata, de Luciano Ercoli (1977)
- Mauricio, mon amour, de Juan Bosch (1976)
- Emmanuelle negra, de Brunello Rondi (Velluto nero, 1976)
- C'è una spia nel mio letto, de Luigi Petrini (1976)
- Il Medico... la studentessa, de Silvio Amadio (1976)
- Noi siamo come le lucciole, de Giulio Berruti (1976)
- Los hijos de Scaramouche, de George Martin (1975)
- Il vizio di famiglia, de Mariano Laurenti (1975)
- Il giudice e la minorenne, de Franco Nucci (1974)
- Chi ha rubato il tesoro dello scia? (1974)
- Pasos de danza sobre el filo de una navaja, de Maurizio Pradeaux (1973).
- Troppo rischio per un uomo solo (1973)
- La muerte acaricia a medianoche, de Luciano Ercoli (1972).
- La muerte llega arrastrándose (1972)
- Rivelazioni di un maniaco sessuale al capo della squadra mobile, de Roberto Montero (1972).
- Todos los colores de la oscuridad (1972)
- La muerte camina con tacón alto, de Luciano Ercoli (1971).
- Adiós, Sabata, de Gianfranco Parolini (1971).
- Siete minutos para morir (1971)
- Llega Sartana, de Giuliano Carnimeo (1971).
- Días de angustia, de Luciano Ercoli (Le foto proibite di una signora per bene, 1970).
- Amor a todo gas, de Ramón Torrado (1969)
- Crónica de nueve meses (1969)
- Jaque mate (1969)
- I ragazzi del massacro (1969)
- Texas el rojo (1968)
- Los largos días de la venganza, de Florestano Vancini (1967).
- El halcón y la presa (La resa dei conti), de Sergio Sollima (1966).
- ¡Qué noche, muchachos!, de Giorgio Capitani (Che notte, ragazzi!, 1966)
- Kiss Kiss - Bang Bang, de Duccio Tessari (1966).
- El retorno de Ringo, de Duccio Tessari (1965).
- Una pistola para Ringo, de Duccio Tessari (1965).
- Totó de Arabia, de José Antonio de la Loma (1964).